# Новопокровское (Башкортостан)
Новопокро́вское (баш. Яңы Покровка) — село в Кугарчинском районе Республики Башкортостан Российской Федерации. Входит в состав Мраковского сельсовета.

## География

### Географическое положение
Расстояние до:
- районного центра (Мраково): 9 км,
- ближайшей ж/д станции (Мелеуз): 76 км.

## Население
| 2002 | 2009 | 2010 |
| ---- | ---- | ---- |
| 142  | ↗144 | ↗145 |

Национальный состав
Согласно переписи 2002 года, преобладающие национальности — башкиры (47 %), русские (44 %).